# Колоннадный двор

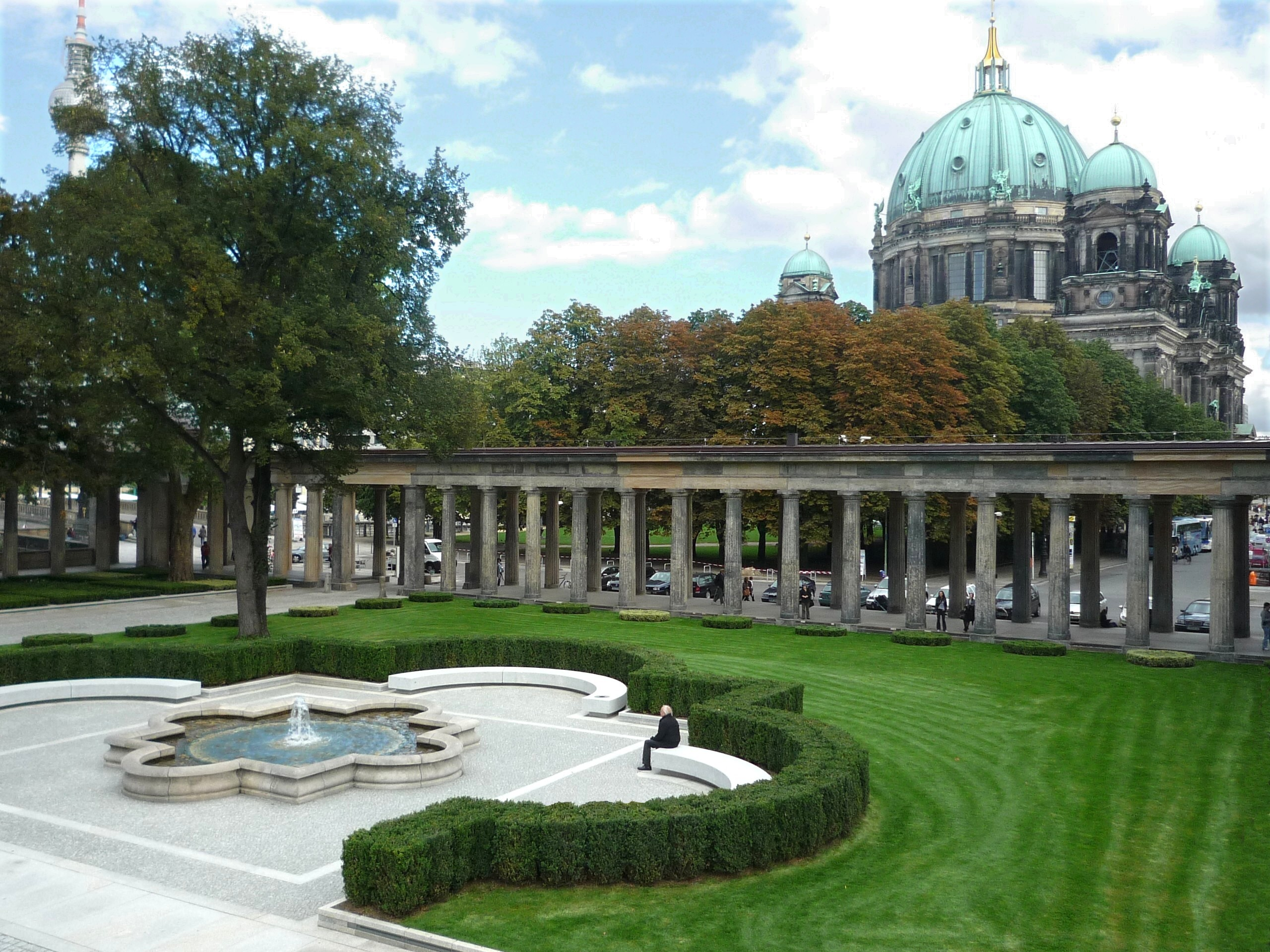
Колоннадный двор. Вид на Берлинский кафедральный собор

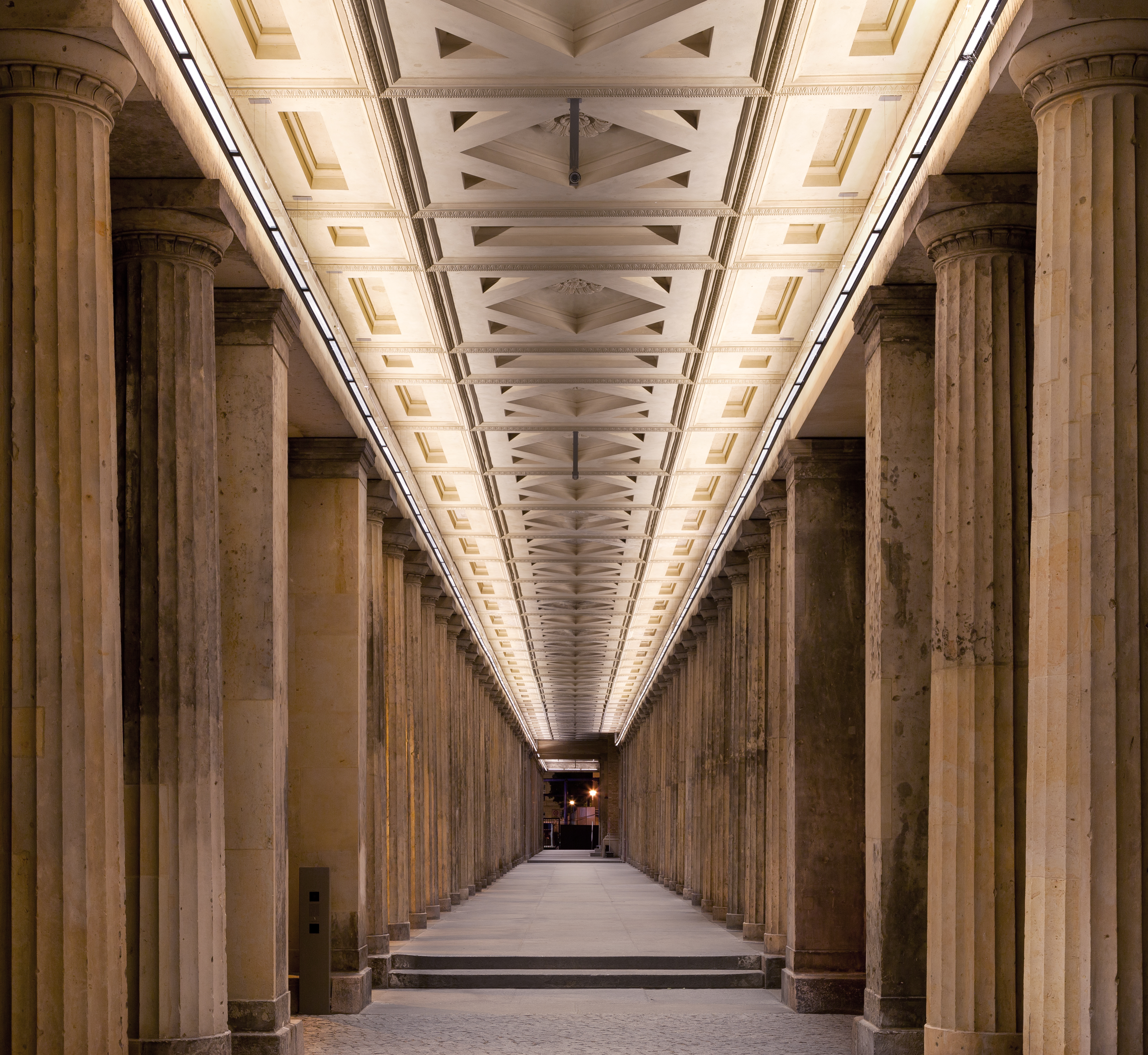
Южная галерея Колоннадного двора ночью

Колоннадный двор (нем. Kolonnadenhof) — площадка на Музейном острове в Берлине перед входом в Старую национальную галерею, с трёх сторон ограниченная колоннадами. Колоннадный двор в окружении Нового музея, Пергамского музея и Старой национальной галереи, открылся после реконструкции 6 июня 2010 года.
Первоначальный проект зелёного островка между музеями принадлежал прусскому ландшафтному дизайнеру Эдуарду Найде, ученику Петера Йозефа Ленне, и в модернизированном виде с учётом требований охраны памятников архитектуры был сохранён при реконструкции. В качестве зелёных насаждений были использованы различные по оттенкам сорта самшита вечнозелёного. Ближе к зданию Национальной галереи расположился обновлённый фонтан с каменными скамейками.
Колоннады, выступающие соединяющим музеи архитектурным мотивом, появились на Музейном острове благодаря королю Фридриху Вильгельму IV. Крытые галереи были возведены перед южным и восточным фасадами Нового музея и по Бодештрассе в 1853—1860 годах по проекту, в основу которого лёг эскиз Фридриха Августа Штюлера 1841 года. Генрих Штрак и Георг Эрбкам обновили штюлеровский проект, и в 1876—1878 годах колоннады появились на набережной Шпрее и за Старой национальной галереей. Особенностью галереи на набережной являются три маленьких напоминающих храмы павильона с плоскими купольными крышами, расположенные по краям и посередине. Скульптуры Колоннадного двора призваны дать представление о коллекции Национальной галереи, то есть искусства XIX века.